# 滿月鏡文蛤
滿月镜蛤（學名：Dosinia bilunulata），或作
滿月镜文蛤（學名：Dosinorbis bilunulata），
是帘蛤目帘蛤科的一种。
曾被劃歸镜蛤亚科的镜文蛤属，但現時合併至镜蛤属。
主要分布于金門金寧，金城，金沙，金湖，烈嶼，高雄縣，澎湖，常栖息在潮间带至潮下带10－30米砂质底。